# Two and a Half Men (seizoen 3)
Het derde seizoen van de Amerikaanse sitcom Two and a Half Men werd oorspronkelijk uitgezonden op de commerciële televisiezender CBS vanaf 19 september 2005 tot en met 22 mei 2006. De hoofdrollen worden vertolkt door Charlie Sheen, Jon Cryer en Angus T. Jones en de nevenrollen door Conchata Ferrell, Marin Hinkle, Holland Taylor, April Bowlby, Emmanuelle Vaugier en Melanie Lynskey. Het seizoen telt 24 afleveringen.

## Samenvatting
Charlie Harper (Charlie Sheen) en Alan Harper (Jon Cryer) wonen als broers bijna drie jaar samen in het strandhuis van Charlie. Op liefdesvlak heeft dat voor de mannen echter maar weinig opgeleverd. Charlie en Alan besluiten alles over een compleet andere boeg te gooien. De één heeft daarbij meer succes dan de ander, sterker nog: de één lijkt een positiever ogend perspectief op de toekomst te hebben dan de ander. Charlie moet rekening houden met een ferm struikelblok: zijn buurvrouw Rose (Melanie Lynskey), die Charlie meer dan ooit niet kan loslaten na hun onenightstand van enkele jaren geleden. Alan heeft dan weer als nooit tevoren last van zijn ex-vrouw Judith voordat hij aan de toekomst kan denken. Hun twaalfjarige zoon Jake (Angus T. Jones) zet intussen stappen in zijn ontwikkeling, wat de broers als 'koppel' op de proef stelt...

## Overzicht
| Nr. serie | Nr. reeks | Titel van aflevering                         | Scenarist(en)                             | Uitzenddatum      |  |
| --- | --------- | -------------------------------------------- | ----------------------------------------- | ----------------- |  |
| 1 | 49        | Weekend in Bangkok with Two Olympic Gymnasts | Chuck Lorre en Lee Aronsohn               | 19 september 2005 |  |
| Alan (Jon Cryer) valt van het dak bij het repareren van de schotelantenne, wat resulteert in gebroken armen en een ontwrichte nek. Alan kan niet voor Jake (Angus T. Jones) zorgen en dus moet oom Charlie (Charlie Sheen) zijn taak als vader overnemen. Charlie ondervindt aan den lijve dat opvoeden geen rozengeur en maneschijn is. Titelquote: Charlie, nadat Alan hem vraagt of zijn verwondingen voor hem de betekenis zijn voor 'weekendpapa'.                |           |                                              |                                           |                   |  |
| 2 | 50        | Principal Gallagher's Lesbian Lover          | Chuck Lorre en Lee Aronsohn               | 26 september 2005 |  |
| Jake dreigt van school gestuurd te worden. Hij tekende een spotprent over een meisje uit zijn klas die grote borsten heeft. Terwijl Alan probeert de brokken te lijmen, moet Charlie secretaresse spelen in Alans chiropraxie-praktijk. Wanneer hij een 'masseuse' in dienst neemt gaan de poppen aan het dansen. Titelquote: Alan, die een vrouw (als een sneer naar de directrice van Jake) noemt die later die avond misschien langskomt om hem een lesje te leren. |           |                                              |                                           |                   |  |
| 3 | 51        | Carpet Burns and a Bite Mark                 | Lee Aronsohn en Don Foster                | 3 oktober 2005    |  |
| Alan houdt al enkele weken voor Charlie en Jake verborgen dat hij weer afspreekt met Judith (Marin Hinkle). Hij vermoedt zelfs dat zijn kapotte huwelijk opnieuw een kans op slagen heeft. Een rendez-vous in haar bubbelbad plaatst Alan weer met beide voeten op de grond. Titelquote: Charlie, tegen Alan, hem uitleggend dat een diner weleens goed kan eindigen.                                                                                                  |           |                                              |                                           |                   |  |
| 4 | 52        | Your Dismissive Attitude Toward Boobs        | Eddie Gorodetsky en Mark Roberts          | 10 oktober 2005   |  |
| Berta (Conchata Ferrell) logeert even bij Charlie, waarbij ze de sluimerende onvrede tussen Charlie en Alan voedt. Alan besluit door de ruzies een eigen stulpje te zoeken voor hem en Jake. Met wat Alan per maand overhoudt door belastingen en alimentatie kan hij zich niet veel veroorloven. Titelquote: Charlie, als Jake geen film met een +18 leeftijdsbeoordeling (R-rating) wil zien.                                                                        |           |                                              |                                           |                   |  |
| 5 | 53        | We Called It Mr. Pinky                       | Chuck Lorre en Lee Aronsohn               | 17 oktober 2005   |  |
| Een vriendin van Charlie (Natalie Zea) zegt dat ze van hem houdt, maar Charlie komt niet verder dan 'Dank je'. Bang dat hij zijn hele leven zonder één betekenisvolle relatie slijten, vraagt hij Rose (Melanie Lynskey) om hulp. Haar diagnose is dat Charlie's misogynie aan zijn moeder (Holland Taylor) te wijten is. Titelquote: Evelyn, die aan de anderen de bijnaam van Charlie's penis onthult.                                                               |           |                                              |                                           |                   |  |
| 6 | 54        | Hi, Mr. Horned One                           | Chuck Lorre en Lee Aronsohn               | 24 oktober 2005   |  |
| In deze Halloween-aflevering heeft Charlie een affaire met een duivelaanbidster Isabella (Jodi Lyn O'Keefe) die Alan vervloekt en met Charlie een kind wil verwekken dat de naam Giglamesj moet dragen en de wereld in duisternis zal dompelen. Titelquote: Jake, middenin een seance met Isabella. |           |                                              |                                           |                   |  |
| 7 | 55        | Sleep Tight, Puddin' Pop                     | Chuck Lorre en Lee Aronsohn               | 7 november 2005   |  |
| Na een uit de hand gelopen verjaardagsfeestje voor Rose belandt Charlie in bed met zijn stalkster. Haar vader Harvey (Martin Sheen) denkt prompt aan een trouwpartij. Daar komt uiteraard niets van in huis, maar haar vader valt als een blok voor Evelyn. Het verhaal van de appel en de boom. Titelquote: Harvey, die Evelyn bespioneert wanneer ze bij Charlie logeert. Noot: Martin Sheen is de vader van Charlie Sheen, een allusie door de scenaristen          |           |                                              |                                           |                   |  |
| 8 | 56        | That Voodoo That I Do Do                     | Eddie Gorodetsky en Mark Roberts          | 14 november 2005  |  |
| De balletlerares Mia (Emmanuelle Vaugier) wijst Charlie's avances zonder pardon af, 's mans eerste afwijzing. Echter staat 'opgeven' niet in zijn woordenboek. Hij schrijft Jake in voor balletles in de hoop haar zo voor zich te winnen. Jake wordt de speelbal van Charlie. Titelquote: Charlie, over zijn doel om te scoren bij Mia. Noot: Eerste aflevering met Emmanuelle Vaugier als Mia                                                                        |           |                                              |                                           |                   |  |
| 9 | 57        | Madame and Her Special Friend                | Chuck Lorre en Lee Aronsohn               | 21 november 2005  |  |
| Alan en de bejaarde buurvrouw Norma (Cloris Leachman) geraken aan de praat. Ze is schatrijk en wil Alan een pand schenken in Los Angeles, dat als ruimere locatie kan dienen voor zijn chiropraxie-praktijk. In ruil vraagt ze stomende seks. Titelquote: Bobby de ober, terwijl hij de bestelling van Alan en Norma afneemt. Noot: Eerste aflevering met April Bowlby als Kimber, later definitief hernoemd naar Kandi                                                |           |                                              |                                           |                   |  |
| 10 | 58        | Something Salted and Twisted                 | Chuck Lorre en Lee Aronsohn               | 28 november 2005  |  |
| Alan heeft er genoeg van te moeten luisteren naar de vrouwen en gaat bij Charlie te rade. Charlie raadt zijn broer een dieet van drank en losse zeden aan. Titelquote: Charlie, nadat de serveerster hem wat pretzels heeft aangeboden. |           |                                              |                                           |                   |  |
| 11 | 59        | Santa's Village of the Damned                | Don Foster en Susan Beavers               | 19 december 2005  |  |
| Alan heeft een relatie met de lerares van de kookcursus (Josie Davis). Dat laat zich aardig voelen op de weegschaal. Toch kijken Charlie en Alan reikhalzend uit naar het kerstdiner. Met kerst laat de kookgodin echter haar ware gelaat zien. Titelquote: Charlie, bij het zien van zijn eigen huis dat is heringericht door Alans vriendin van de kookcursus. |           |                                              |                                           |                   |  |
| 12 | 60        | That Special Tug                             | Chuck Lorre en Lee Aronsohn               | 9 januari 2006    |  |
| Alan stort mentaal in bij een bezoek aan de bibliotheek en de bios. Charlie is eerste getuige en kan het niet aan. Hij zoekt zijn psycholoog (Jane Lynch) op. Titelquote: Charlie, terwijl hij met twee vrouwen praat over zijn "depressie". |           |                                              |                                           |                   |  |
| 13 | 61        | Humiliation is a Visual Medium               | Mark Roberts en Eddie Gorodetsky          | 23 januari 2006   |  |
| Charlie en Mia hebben nog geen seks gehad. Charlie kan dat aanvaarden omdat hij denkt dat Mia de ware voor hem is. Zijn voorstel om tot de consummatie van hun liefde losse scharrels toe te laten, valt echter niet in goede aarde. Titelquote: Alan, die Charlie tips geeft hoe hij Mia ertoe kan brengen hem vergiffenis te schenken. |           |                                              |                                           |                   |  |
| 14 | 62        | Love Isn't Blind, It's Retarded              | Don Foster en Susan Beavers               | 6 februari 2006   |  |
| Seks komt dan toch op het menu te staan en Charlie is gemotiveerd om er een romantische eerste keer van te maken, maar dat loopt niet zoals gepland. Alan begint een relatie met de hersenloze voormalige scharrel van zijn broer, de beginnende actrice Kandi (April Bowlby). Titelquote: Charlie, tegen Alan over zijn voleinding met Mia. Noot: Eerste aflevering met April Bowlby als Kandi, voorheen Kimber                                                       |           |                                              |                                           |                   |  |
| 15 | 63        | My Tongue is Meat                            | Chuck Lorre en Lee Aronsohn               | 27 februari 2006  |  |
| Mia probeert Charlie een gezondere levensstijl aan te praten. Ze reageert ontzet als hij de goede raad met de voeten treedt. Huishoudster Berta vindt dat Charlie onder de sloef van zijn vriendin ligt, wat bij de man heftige reacties uitlokt. Titelquote: Charlie, nadat Mia hem kust en ze merkt dat zijn adem naar vlees ruikt. Noot: Eerste aflevering met J.D. Walsh als Gordon, voorheen Ted                                                                  |           |                                              |                                           |                   |  |
| 16 | 64        | Ergo, the Booty Call                         | Don Foster en Susan Beavers               | 6 maart 2006      |  |
| Jake’s verjaardag belooft niet veel goeds voor Alan. Alan zal immers Kandi, half zo oud en slim als hijzelf, moeten voorstellen aan de familie. Het liefdesleven van Rose staat intussen ook niet stil. Ze heeft een nieuwe vriend, Gordon (J.D. Walsh). Is ze eindelijk over Charlie heen? Titelquote: Alan, die maar wat verzint als Jake wil weten wat seks hebben, zonder een vaste relatie te hebben, betekent (hij sluit af met "Vandaar de booty call").        |           |                                              |                                           |                   |  |
| 17 | 65        | The Unfortunate Little Schnauzer             | Chuck Lorre en Lee Aronsohn               | 13 maart 2006     |  |
| Charlie is genomineerd voor een belangrijke award, maar weigert de ceremonie bij te wonen uit angst om voor de achtste maal op rij te verliezen van zijn rivaal Archie (Jon Lovitz). Zijn familie brengt hem jammer genoeg op andere gedachten. Titelquote: Charlie, tegen Evelyn, zwerend dat hij geen blind date wil met een van de dochters van haar vastgoedklant.                                                                                                 |           |                                              |                                           |                   |  |
| 18 | 66        | The Spit-Covered Cobbler                     | Mark Roberts en Eddie Gorodetsky          | 20 maart 2006     |  |
| De auto van Kandi geeft de pijp aan Maarten en ze moet dringend naar de tandarts. Alan beseft echter dat hij niet vermogend genoeg is om zowel Judiths alimentatie te betalen als om Kandi te onderhouden. Hoe moet hij dit oplossen? Titelquote: Charlie, die een metafoor gebruikt om aan Jake zijn ouders Alan en Judith te beschrijven. |           |                                              |                                           |                   |  |
| 19 | 67        | Golly Moses, She's a Muffin                  | Chuck Lorre en Lee Aronsohn               | 10 april 2006     |  |
| Kandi trekt in bij Alan, tot ongenoegen van Charlie die al slechtgezind was na weken zonder seks. De spanning in huis is om te snijden. Wanneer valt de bom? Titelquote: Berta, over het lichaam van Kandi. |           |                                              |                                           |                   |  |
| 20 | 68        | Always a Bridesmaid, Never a Burro           | Susan Beavers en Don Foster               | 24 april 2006     |  |
| Alan heeft weer eens pech. Hij probeert zich te verzoenen met Kandi. Ze is namelijk ingetrokken bij zijn ex-vrouw Judith, die het aanlegt met de vader van Kandi, terwijl de moeder van Kandi (Gail O'Grady) de liefde bedrijft met Charlie. Titelquote: Charlie, tegen Alan, over een televisieserie terwijl hij de lakens deelt met Mandi, de moeder van Kandi. |           |                                              |                                           |                   |  |
| 21 | 69        | And the Plot Moistens                        | Chuck Lorre, Lee Aronsohn en Mark Roberts | 1 mei 2006        |  |
| Alan krijgt wel seksuele genoegdoening van Kandi, maar interessante gesprekken zijn ronduit utopisch. Daarom 'gaat hij vreemd' met de juf van Jake. Zij staat ook in voor de jaarlijkse schoolmusical en geeft de toondove Jake zonder dralen de hoofdrol. Titelquote: Charlie, nadat hij een excuus verzint namens Alan. |           |                                              |                                           |                   |  |
| 22 | 70        | Just Once with Aunt Sophie                   | Chuck Lorre en Lee Aronsohn               | 8 mei 2006        |  |
| Jake gaat naar zijn eerste officiële feestje waar ook meisjes op uitgenodigd zijn. Oom Charlie geeft hem goede raad... Titelquote: Alan, over die keer dat hij slaag kreeg van zijn tante omdat hij verliefd was op haar en te ver ging. |           |                                              |                                           |                   |  |
| 23 | 71        | Arguments for the Quickie                    | Chuck Lorre en Lee Aronsohn               | 15 mei 2006       |  |
| Mia, de ex van Charlie, is weer in de stad. Mia wil zijn sperma gebruiken om zwanger te geraken. Charlie mijmert of hij de vader wil zijn van een kind dat hij nooit zal zien. Titelquote: Charlie, voordat Mia ontrafelt dat ze zijn sperma wil. |           |                                              |                                           |                   |  |
| 24 | 72        | That Pistol-Packin' Hermaphrodite            | Susan Beavers en Don Foster               | 22 mei 2006       |  |
| Charlie en Mia leggen alles bij en zullen zelfs in het huwelijksbootje stappen. Echter weet Charlie dat zijn toekomstige schoonfamilie hem dient te accepteren. Alan plant enthousiast de trouw van zijn broer en heeft nog steeds de handen vol met Kandi. Titelquote: Charlie, die de tweeslachtige zus van Mia beschrijft, een politie-agente. |           |                                              |                                           |                   |  |

## Rolverdeling

### Hoofdcast
- Charlie Sheen (Charlie Harper)
- Jon Cryer (Alan Harper)
- Angus T. Jones (Jake Harper)
- Conchata Ferrell (Berta)
- Marin Hinkle (Judith Harper)
- Holland Taylor (Evelyn Harper)

### Gastacteurs
- Melanie Lynskey (Rose)
- April Bowlby (Kandi)
- Emmanuelle Vaugier (Mia)